# Жовте (Звягельський район)
Жо́вте — село в Україні, у Довбиській селищній територіальній громаді Звягельського району Житомирської області. Населення становить 124 особи (2001).

## Населення

### Мова
Розподіл населення за рідною мовою за даними перепису 2001 року:
| Мова       | Кількість | Відсоток |
| ---------- | --------- | -------- |
| українська | 123       | 99.19%   |
| російська  | 1         | 0.81%    |
| Усього     | 124       | 100%     |

## Історія
У 1930—54 роках — адміністративний центр Жовтенської сільської ради Баранівського та Довбишського районів.
12 червня 2020 року, відповідно до розпорядження Кабінету Міністрів України № 711-р «Про визначення адміністративних центрів та затвердження територій територіальних громад Житомирської області», територію та населені пункти Кам'янобрідської селищної ради включено до складу Довбиської селищної територіальної громади Новоград-Волинського (згодом — Звягельський) району Житомирської області.